# 2012 AFF U-16ユース選手権
2012 AFF U-16ユース選手権は、2012年6月2日から6月8日までラオスで開催される、第9回目のAFF U-16ユース選手権である。
本年の大会にはASEANサッカー連盟内よりタイとラオスが参加する他、ASEANサッカー連盟招待チームとして、AFC U-16選手権2012にエントリーしている日本とオーストラリアが参加する。ラウンドロビン方式で3試合を戦った後、上位2チームが優勝決定戦を、下位2チームが3位決定戦を戦う。すべての試合はUTC+7にて行われた。U-16サッカー日本代表が初優勝を果たした。

## 結果

### グループリーグ
| チーム         | 試合 | 勝 | 分 | 負 | 得 | 失 | 差 | 点 |
| -------------- | ---- | -- | -- | -- | -- | -- | -- | -- |
| 日本           | 3    | 2  | 1  | 0  | 7  | 1  | +6 | 7  |
| オーストラリア | 3    | 2  | 1  | 0  | 8  | 5  | +3 | 7  |
| ラオス         | 3    | 1  | 0  | 2  | 3  | 6  | -3 | 3  |
| タイ           | 3    | 0  | 0  | 3  | 2  | 8  | -6 | 0  |

| 2012年6月2日 16:00 |

| オーストラリア    | 1 – 1    | 日本          |
| アイルデール 49分 | レポート | 三好康児 44分 |

| ニュー・ラオス・ナショナルスタジアム, ヴィエンチャン |

| 2012年6月2日 19:00 |

| ラオス            | 1 – 0    | タイ |
| ケッタヴォン 59分 | レポート |      |

| ニュー・ラオス・ナショナルスタジアム, ヴィエンチャン |

| 2012年6月4日 16:00 |

| 日本                              | 3 – 0    | タイ |
| 渡邊凌磨 2分 45分 · 青山景昌 65分 | レポート |      |

| ニュー・ラオス・ナショナルスタジアム, ヴィエンチャン |

| 2012年6月4日 19:00 |

| ラオス                              | 2 – 3    | オーストラリア                                    |
| ケッタヴォン 50分 · ダラヴォン 81分 | レポート | ラップ 62分 · マクドナルド 72分 · カルヴァー 88分 |

| ニュー・ラオス・ナショナルスタジアム, ヴィエンチャン |

| 2012年6月6日 16:00 |

| オーストラリア                                                   | 4 – 2    | タイ                                  |
| ウォーランド 10分 · ハンナ 15分 · ラップ 21分 · ダ・シルヴァ ?分 | レポート | ミプラサン 27分 · シッティチョク 65分 |

| ニュー・ラオス・ナショナルスタジアム, ヴィエンチャン |

| 2012年6月6日 19:00 |

| ラオス | 0 – 3    | 日本                                          |
|        | レポート | 杉森考起 80分 · 渡邊凌磨 84分 · 川田拳登 90分 |

| ニュー・ラオス・ナショナルスタジアム, ヴィエンチャン |

### 3位決定戦
| 2012年6月8日 16:00 |

| タイ | 0 – 3    | ラオス                                              |
|      | レポート | トングリム 75分 · サンマダ 90+1分 · サンダラ 90+5分 |

| ニュー・ラオス・ナショナルスタジアム, ヴィエンチャン |

### 決勝
| 2012年6月8日 19:00 |

| オーストラリア             | 1 – 3                       | 日本                                                   |
| ダニエル・ダ・シルヴァ 8分 | レポート(AFF) レポート(JFA) | 宮本航汰 17分 (pen.) · 川田拳登 79分 · 三好康児 90+2分 |

| ニュー・ラオス・ナショナルスタジアム, ヴィエンチャン |

## 優勝国
| 2012 AFF U-16ユース選手権 |
| ------------------------- |
| · 日本 · 初優勝           |

## 得点ランキング
3ゴール
- 渡邊凌磨

2ゴール
- ダニエル・ダ・シルヴァ
- ケヴィン・ラップ
- アーミーセイ・ケッタヴォン
- 川田拳登
- 三好康児

1ゴール
| - アーロン・カルヴァー - ローレンス・ハンナ - ジャック・アイルデール - ベンジャミン・ウォーランド | - ジョシュア・マクドナルド - 青山景昌 - 杉森考起 - 宮本航汰 | - シサワッド・ダラヴォン - スパラヴェー・ミプラサン - シッティチョク・カンヌー |